# Larry Kramer
Larry Kramer (n. 25 iunie 1935, Bridgeport, Connecticut, SUA – d. 27 mai 2020, New York City, New York, SUA) a fost un dramaturg, scenarist și producător de film american, promotor al sănătății publice și activist pentru drepturile persoanelor LGBT. El și-a început cariera rescriind scenarii pentru Columbia Pictures, apoi a ajuns Londra, unde a lucrat pentru United Artists. Acolo a scris scenariul filmului Women in Love (1969) și a obținut o nominalizare la Premiul Oscar pentru activitatea sa. Kramer a introdus un stil conflictual și controversat în romanul său Faggots (1978), care a beneficiat de recenzii mixte și denunțări emfatice din partea unor membrii ai comunității homosexuale pentru portretizarea unilaterală și superficială de către Kramer a relațiilor homosexuale din anii 1970.
Kramer a fost martor la răspândirea în 1980 a bolii cunoscută mai târziu sub numele de sindromul imunodeficienței umane dobândite (SIDA) printre prietenii săi. El a fondat Gay Men's Health Crisis (GMHC), care a devenit cea mai mare organizație privată din lume care asistă persoanele bolnave de SIDA. Kramer a devenit frustrat de paralizia birocratică și de apatia bărbaților homosexuali față de criza produsă de SIDA și a dorit să se angajeze în anumite acțiuni desfășurate de GMHC. El și-a exprimat frustrarea scriind o piesă intitulată The Normal Heart, care a fost pusă în scenă în 1985 la The Public Theater din New York. Activismul său politic a continuat în 1987 cu înființarea AIDS Coalition to Unleash Power (ACT UP), o organizație militantă de acțiune directă, cu scopul de a obține o creștere a numărului de acțiuni publice pentru combaterea SIDA. ACT UP a fost creditat pe scară largă cu schimbarea politicilor de sănătate publică și a percepției persoanelor bolnave de SIDA (PWA) și prin creșterea nivelului de conștientizare a cauzelor producerii SIDA. Kramer a fost finalist al Premiului Pulitzer cu piesa Destiny of Me (1992) și este dublu laureat al Premiului Obie.

## Scrieri

### Piese de teatru
- Sissies' Scrapbook, sau Four Friends (1973)[12]
- A Minor Dark Age (1973)[13]
- The Normal Heart (1985)
- Just Say No, A Play about a Farce (1988)
- The Furniture of Home (1989)
- The Destiny of Me (1992)

### Ficțiune
- Faggots (1978)
- The American People Volume 1, Search for My Heart (2015)

### Nonficțiune
- Reports from the Holocaust: The Story of an AIDS Activist (1989, ediție revăzută 1994)
- The Tragedy of Today's Gays (2005)

### Scenarii
- Women in Love (1969) – scenarist/producător
- Lost Horizon (1973) – scenarist
- The Normal Heart (2014) – scenarist

## Legături externe
- Materiale media legate de Larry Kramer la Wikimedia Commons
- Larry Kramer la Internet Movie Database
- Video from TODAY Show 1983: A vivid reminder of initial AIDS scare TODAY Show Arhivat în 9 iulie 2019, la Wayback Machine.